# 26. siječnja
26. siječnja (26. 1.) 26. je dan godine po gregorijanskom kalendaru.
Do kraja godine ima još 339 dana (340 u prijestupnoj godini).

## Događaji
- 1564. – Papa Pio IV. potvrdio je bulom Benedictus Deus odluke Tridentinskog sabora, te zatražio od katolika da ih se strogo pridržavaju i pod prijetnjom ekskomunikacije zabranio svako njihovo neovlašteno tumačenje.
- 1699. – Potpisan je mir u Srijemskim Karlovcima prema kojemu se Hrvatskoj vraća Slavonija, Lika i Banovina, a Mletačkoj Republici hrvatski teritoriji u kontinentalnoj Dalmaciji.
- 1788. – Kapetan Arthur Phillip uplovio je u zaljev Port Jackson, gdje je utemeljio robijaško naselje Sydney, a kao sjećanje na taj događaj slavi se Australia Day.
- 1841. – Velika Britanija okupirala kineski Hong Kong
- 1930. – U olujnom nevremenu potonuo parobrod Daksa, pri čemu je poginulo svih 38 pomoraca na brodu.
- 1936. – postavljeni temelji velikom talijanskom filmskom studiju Cinecitti
- 1942. – Drugi svjetski rat: Prve američke trupe stigle u Europu (Sjeverna Irska)
- 1972. – Zrakoplovna nesreća JAT-a, 27 poginulih.
- 1993. – Václav Havel izabran za Predsjednika Češke.
- 2001. – Potres u Gujaratu (Indija), 20 000 mrtvih.
- 2024. – Hrvatski sabor donio Zakon o hrvatskom jeziku.

| - 1864. – Jožef Pustaj slovenski pisac, pjesnik i novinar u Mađarskoj († 1934.) - 1877. – Kees Van Dongen, francuski slikar nizozemskog podrijetla († 1968.) - 1922. – Đuro Pulitika, hrvatski slikar poznat po monumentalizmu izraza što ga je postigao osamdesetih godina 20. stoljeća († 2006.) - 1924. – Mladen Bjažić, hrvatski pjesnik, književnik, novinar i dugogodišnji urednik dječjih programa Radija i televizije Zagreb († 2017.) - 1936. – Zvonimir Baletić, hrvatski ekonomist i akademik - 1940. – Vjeran Zuppa, hrvatski dratmaturg, pjesnik i teoretičar književnosti - 1942. – Slaven Barišić, hrvatski fizičar i akademik - 1953. – Dušan Gojić, hrvatski kazališni i filmski glumac - 1955. – Eddie Van Halen, nizozemsko-američki glazbenik - 1971. – Saša Buneta, hrvatski glumac - 1990. – Sergio Pérez, meksički vozač Formule 1 - 2004. – Zrinka Ljutić, hrvatska alpska skijašica | - 1895. – Arthur Cayley, britanski matematičar (* 1821.) - 1942. – Tadija Anušić, narodni heroj Jugoslavije - 1962. – Fran Lhotka, hrvatski skladatelj i dirigent češkog porijekla, koji je kao nastavnik harmonije odgojio gotovo sve hrvatske suvremene skladatelje (* 1883.) - 1990. – Ava Gardner, američka filmska glumica (* 1922.) - 1992. – Andro Vid Mihičić, hrvatski povjesničar umjetnosti i pjesnik (* 1896.) - 2017. – Anto Baković, hrvatski katolički svećenik, pisac, novinar (* 1931.) - 2020. – Kobe Bryant, američki košarkaš (* 1978.) |

## Blagdani i spomendani
- Međunarodni dan carine
- Timotej i Tit

## Imendani
- Bogoljub
- Paula
- Tješimir